# دوري سان مارينو 1987–88
دوري سان مارينو 1987–88 (بالإيطالية: Campionato Dilettanti 1987-1988)‏ هو الموسم 3 من  دوري سان مارينو. أشرف على تنظيمه اتحاد سان مارينو لكرة القدم، وكان عدد الأندية المشاركة فيه  10، وفاز فيه تري فيوري.